# Paunsdorf Center
Das Paunsdorf Center (kurz P.C.) ist ein in Paunsdorf im Leipziger Osten befindliches Einkaufszentrum, das im Oktober 1994 eröffnet und 2012 saniert wurde. Es war eines der ersten Einkaufszentren, das nach der Wende in Sachsen gebaut wurde. Heute ist es das größte Einkaufszentrum in Sachsen. Die reine Verkaufsfläche liegt bei 70.000 Quadratmetern. Momentan gibt es rund 150 Geschäfte auf drei Etagen. Zu den größten Mietern gehören Kaufland, Media Markt, H&M, C&A und Decathlon sowie die Drogerie Müller. Auch ein Bürgeramt der Stadt Leipzig ist vertreten.

## Geschichte
Das Bauland für das Paunsdorf-Center erwarb die Firma FTG vom Freistaat Sachsen für einen deutlich unter dem Marktpreis liegenden Betrag. 1992 wurde das Einkaufscenter vom Kölner Architekturbüro Mronz geplant. Am 16. Juni 1992 vollzog Heinz Barth, Kölner Bauunternehmer und Hauptinhaber von FTG, gemeinsam mit dem damaligen sächsischen Ministerpräsidenten Kurt Biedenkopf den Spatenstich.
Nach der Fertigstellung vermietete Barth das neben dem Paunsdorf-Center liegende Behördencenter für 25 Jahre an den Freistaat Sachsen. Der Sächsische Landesrechnungshof kritisierte das Paunsdorfer Behördenzentrum als zu groß und zu teuer und schätzte den bis zum Jahre 2020 anfallenden jährlichen Schaden für den Freistaat Sachsen auf 1,3 Millionen D-Mark (insgesamt etwa 16 Millionen Euro). Nach Aussage eines Abteilungsleiters des Finanzministeriums, der mit den Mietverträgen betraut war, hat sich Biedenkopf 1993 mehrfach für einen schnellen Abschluss der Verträge starkgemacht.
Bis zum Jahr 2005 wurde das Paunsdorf-Center durch die Kaufland-Tochter SOM (Schwarz Objekt Management GmbH Neckarsulm) betrieben. Im Oktober 2005 kaufte der kanadische Investor Ivanhoe Cambridge 94,8 Prozent der Anteile am Paunsdorf-Center von der Unternehmensgruppe Schwarz auf. Die Vermietung und das Centermanagement übernahm das Essener Unternehmen mfi Management für Immobilien GmbH (heute Unibail-Rodamco-Westfield Germany) im Jahr 2012, nachdem der ehemalige Co-Investor Ivanhoe Cambridge seine Anteile an Unibail-Rodamco Westfield Germany verkauft hatte. Heutiger Co-Eigentümer ist AXA Investment Managers – Real Assets (AXA IM – Real Assets).
2006 übernahm Michael Schneider das Centermanagement, danach Anke Wölfer, 2015 Rainer Borst seit Januar 2020 ist Lars Ziegler Centermanager.

## Familienfreundlichkeit

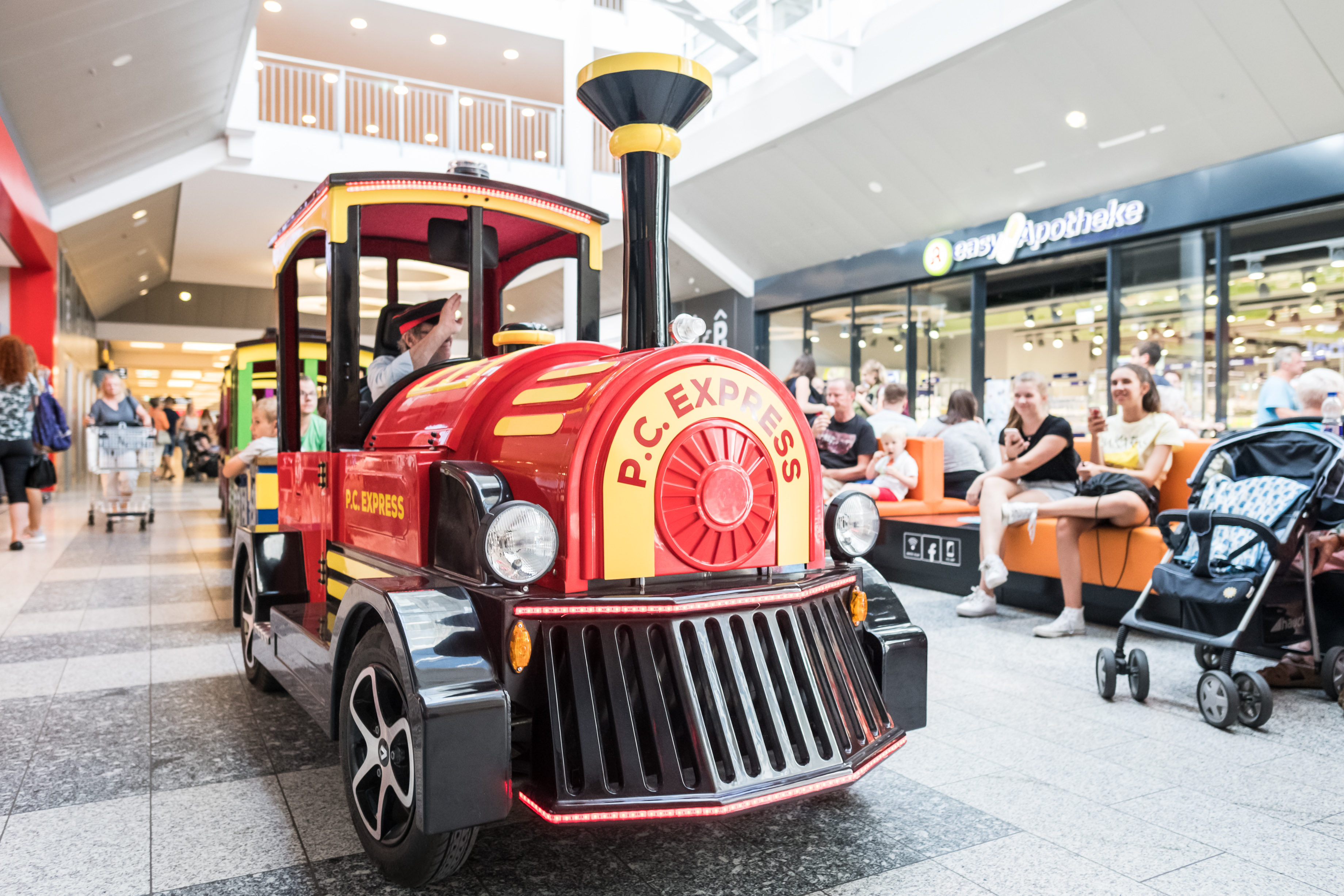
Der P.C. Express transportiert die Besucher durch das gesamte Shopping Center

Seit 2012 erhält das Paunsdorf Center jährlich den ersten Platz in der Kategorie „Einkaufscenter“ mit einem Gold-Rang und trägt das Siegel „Familienfreundliches Unternehmen“. Der Preis wird anhand einer bundesweiten Befragung der Zeitung Welt am Sonntag in Kooperation mit der Service Value GmbH und der Goethe-Universität Frankfurt am Main vergeben.  An Freitagen, Samstagen sowie an allen Ferientagen fährt der P.C. Express durch die Shopping-Mall.

## Umbau

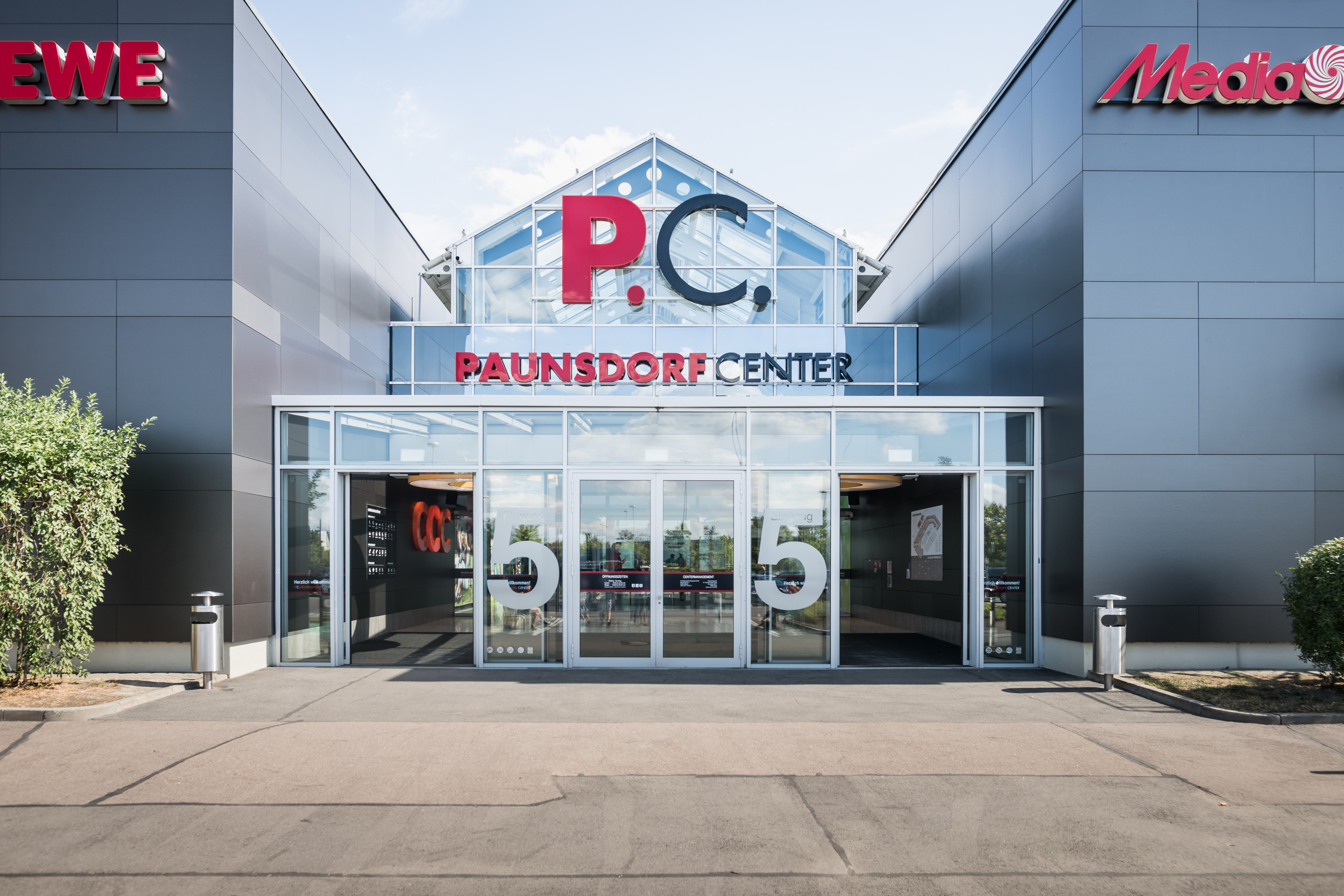
Eingang 5 des Paunsdorf Centers

Der Umbau des Paunsdorf Centers begann im Herbst 2010 mit der Sanierung der beiden Parkhäuser. Die Baugenehmigung für die Umgestaltung der Verkaufs- und Aufenthaltsflächen wurde von der Stadt Leipzig Ende Dezember 2010 erteilt. Die Bauarbeiten im Center haben im Frühjahr 2011 begonnen. Das Leipziger Einkaufszentrum wurde bei laufendem Betrieb neu strukturiert und zusammengesetzt. Am 6. Dezember 2012 wurde das neue Center eröffnet.
Auf dem Paunsdorf Center beginnen im Juli 2023 die Bauarbeiten für die größte Photovoltaikanlage auf dem Dach eines Shoppingcenters. 10.000 Quadratmeter Solarfläche sollen im Jahr 1.100.000 kWh Strom herstellen.

### Finanzierung
Die gesamte Baumaßnahme umfasste eine Investition von 155 Millionen Euro. Den größten Teil davon steuerten die mfi AG und der damalige Investor Ivanhoe bei.

### Drei Bauphasen

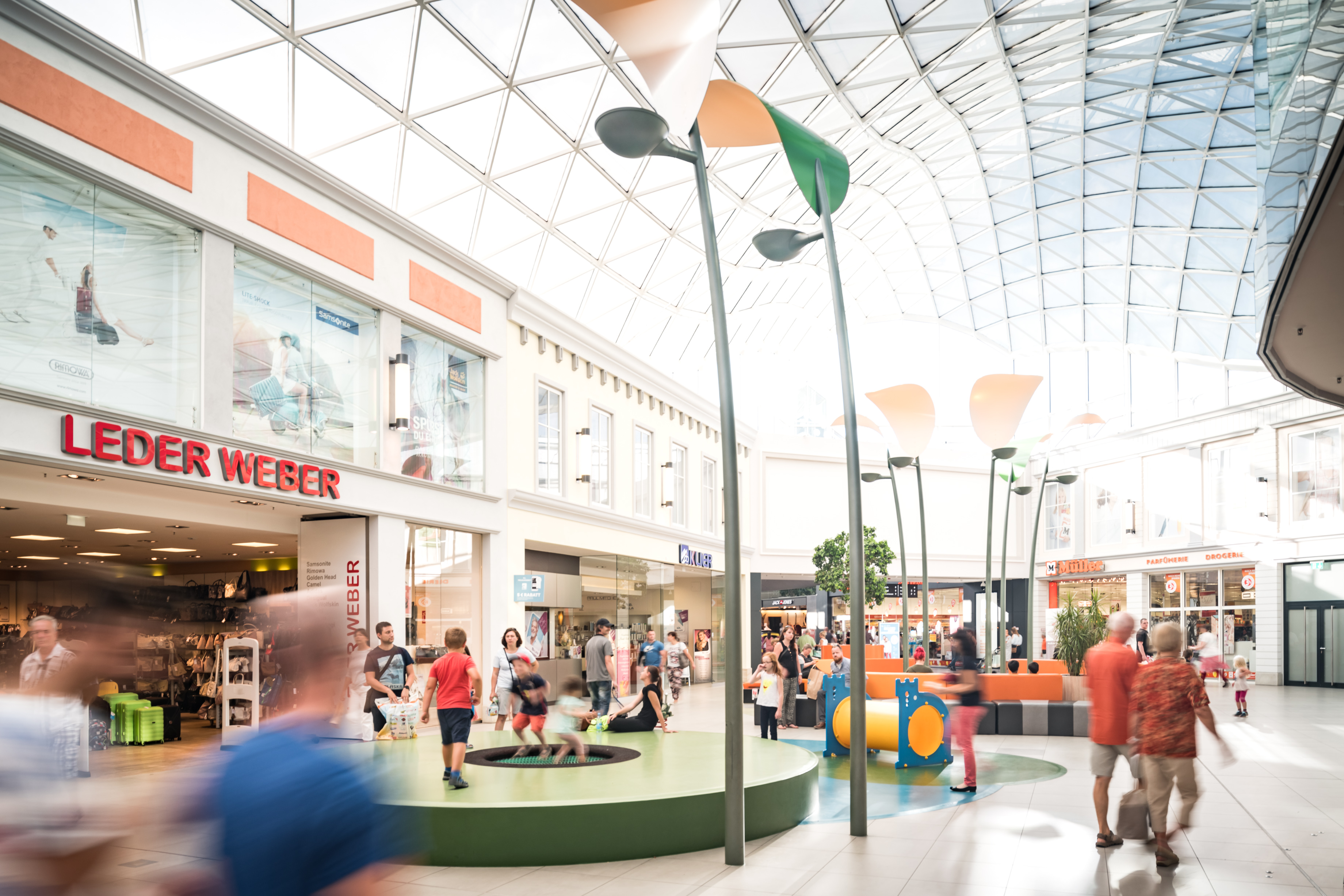
Ladenstraße mit öffentlichen Aufenthaltsorten

Insgesamt war der Umbau des Centers in drei große Phasen unterteilt: In der ersten Phase (Mai bis November 2011) begannen massive Eingriffe in die Immobilienstruktur. Der Bau einer zweiten Ladenstraße begann und die ersten Mieter zogen um. Die zweite Phase dauerte von Dezember 2011 bis Mitte August 2012. Hier begann im Mittelbereich des Centers der Bau eines zentralen Marktplatzes mit vielen Frische- und Gastronomieangeboten. Außerdem wurde in diesem Abschnitt der Bau der zweiten Ladenstraße in Teilen beendet und neue Mieter eröffneten ihre Shops. In der dritten Phase bis Ende Oktober 2012 wurde die Umstrukturierung dann komplettiert. Die zweite Ladenstraße wurde eröffnet, der Marktplatz ist in Betrieb und rund 80 neue Geschäfte erhöhen die Gesamtzahl der Shops auf etwa 180. Es sind Angebote aus nahezu allen Branchen vertreten. Die Schwerpunkte liegen dabei auf dem nochmals erweiterten Bereich Mode, auf dem neuen Gastronomiekonzept mit vielen Restaurants und Cafés sowie den neuen Relaxbereichen.

## Architektur
Das Paunsdorf Center besitzt eine einen Kilometer lange Ladenstraße, die vollkommen mit Glas überdacht ist. Nach Beendigung der Umstrukturierung kamen nochmals ca. 600 Meter Ladenstraße hinzu (2. Ladenstraße).

## Umgebung
Neben dem P.C. befindet sich das Behördenzentrum mit Landesrechnungshof, Polizeidirektion (unter anderem mit dem LKA Sachsen Regionalstelle Leipzig), dem Grundbuchamt Leipzig, dem Leibniz-Institut für Länderkunde und dem Staatsarchiv Leipzig.
In unmittelbarer Nachbarschaft liegen der Sport- und Freizeitpark Leipzig-Paunsdorf, das Freizeitbad Sachsen-Therme und das H4 Hotel Leipzig.

## Verkehrsanbindung

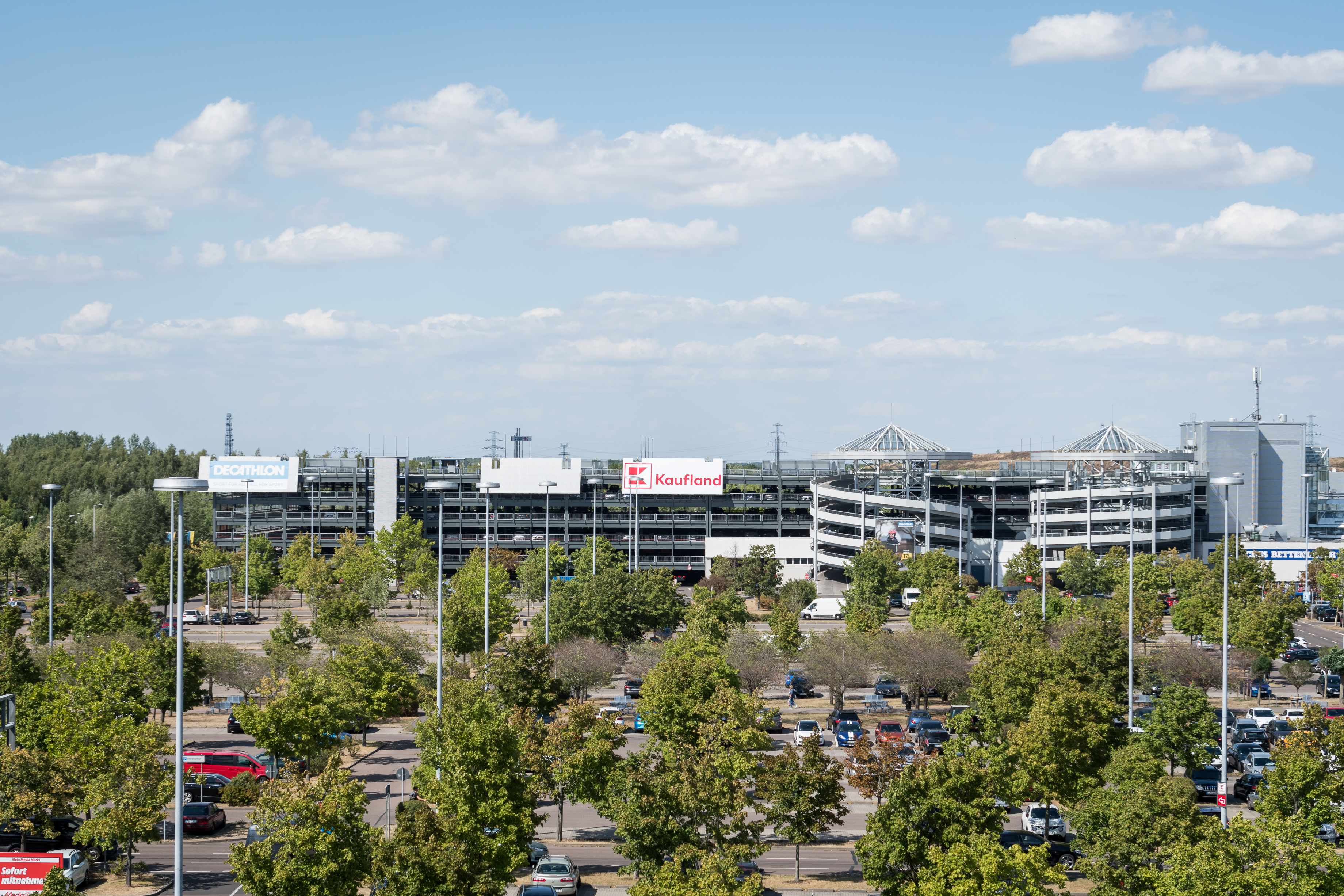
Der Vorplatz aus Sicht des Paunsdorf Centers

Das Paunsdorf Center ist mit zwei Straßenbahnlinien erreichbar. Ebenso ist es mit Nahverkehrszügen erreichbar, die am nahegelegene Bahnhof Engelsdorf halten. Das Center liegt außerhalb der Umweltzone an der B 6 und in der Nähe der A 14. Besuchern mit Auto stehen inklusive zweier Parkhäuser 7300 kostenfreie Parkplätze zur Verfügung.